# Катаока, Харухико
Харухико Катаока (яп. 片冈 晴彦 Катаока Харухико, род. апрель 1952, Саппоро, Япония) — японский генерал, начальник штаба воздушных сил самообороны Японии. В этой должности находился с 2012 по 2013 год.

## Карьера
Харухико Катаока родился и вырос в столице префектуры Хоккайдо, городе Саппоро. Окончил Национальную академию обороны Японии по направлению Военно воздушных сил в 1976 году. В Японских ВВС прошёл много должностей, а в январе 2012 года он стал начальником штаба Японии ВВС самообороны, заменив Сигэру Ивасаки, который был повышен до должности начальника штаба Сил самообороны Японии.